# David Whitworth (Rennfahrer)

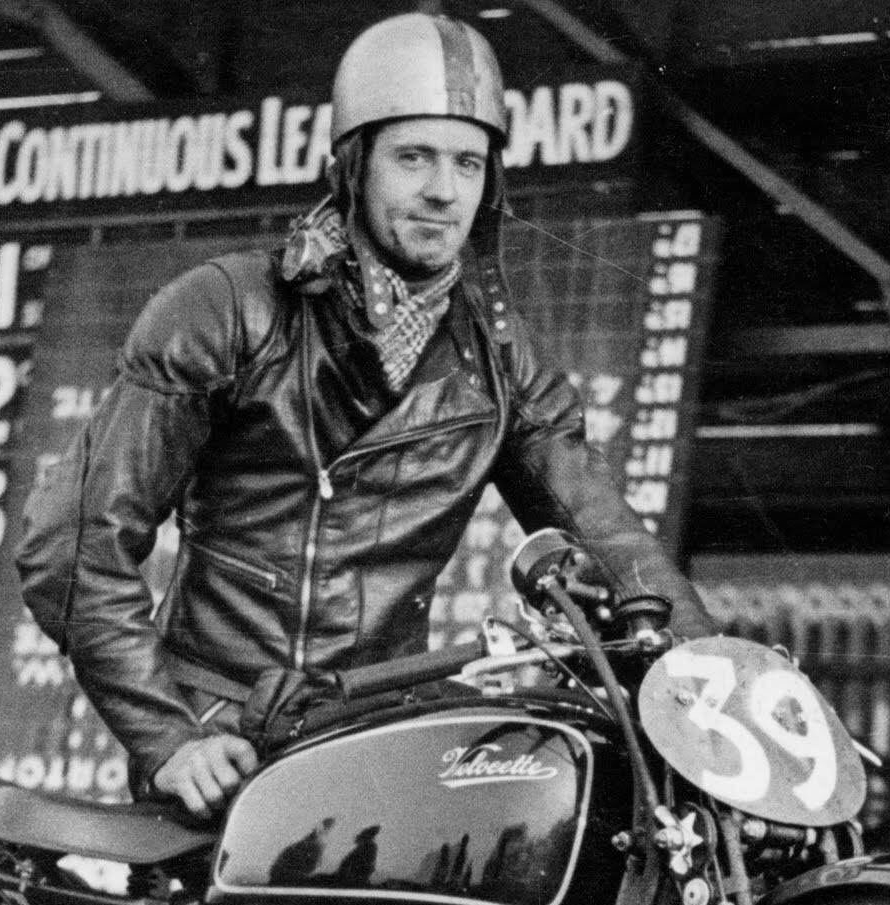
Whitworth bei der Isle of Man TT 1939

Malcolm David Whitworth (* 1904; † 3. Juli 1950 in Malmedy, Belgien) war ein britischer Motorradrennfahrer.

## Karriere
David Whitworth bestritt bereits vor dem Zweiten Weltkrieg Motorradrennen und startete bei zahlreichen Rennen in seiner britischen Heimat. In den Jahren 1935 und 1936 nahm er am Manx Grand Prix teil, schied dabei aber jeweils aus. 1937 trat er erstmals bei der Tourist Trophy auf der Isle of Man an, die zur damaligen Zeit als schwierigstes Motorradrennen der Welt galt. Im Rennen der 250-cm³-Klasse (Lightweight-TT) schied er mit seiner Cotton wiederum aus. Auch 1938 konnte Whitworth das Lightweight-Rennen nicht beenden, in der 350er-Klasse, der Junior-TT, belegte er auf Velocette den sechsten Platz. Beim 500-cm³-Rennen des Ulster Grand Prix belegte er hinter Jock West und Ginger Wood den dritten Rang, wodurch er die Europameisterschaft in dieser Klasse als Elfter beendete. 1939 belegte Whitworth im Junior-Rennen der TT den fünften Platz, im 500-cm³-Lauf, der Senior-TT, in dem er erstmals antrat, wurde er Zwölfter.
Bei der ersten Nachkriegs-TT erreichte David Whitworth auf Velocette mit dem zweiten Rang hinter seinem Markenkollegen Bob Foster im 350-cm³-Rennen die beste TT-Platzierung seiner Laufbahn ein. Im Halbliter-Lauf fiel er aus. In der Saison 1949 bestritt David Whitworth zwei Rennen in der neu geschaffenen Motorrad-Weltmeisterschaft. Bei der Dutch TT und beim Grand Prix von Belgien erreichte er jeweils den vierten Platz, was ihm den sechsten Rang in der Gesamtwertung einbrachte. Beim in Saint-Gaudens ausgetragenen, nicht zur WM zählenden Grand Prix von Frankreich konnte der Brite das 350er-Rennen gewinnen.
In die Saison 1950 startete Whitworth mit den Rangen elf und 19 in der Junior- bzw. Senior-TT. In der 500-cm³-Klasse startete erstmals als Triumph-Werksfahrer.

### Tödlicher Unfall
Am 2. Juli 1950 verunglückte David Whitworth im 350er-Rennen des Grand Prix von Belgien in Spa-Francorchamps schwer. Er befand sich auf mit seiner privat eingesetzten Velocette im Kampf mit Harold Daniell, Ted Frend und Charlie Salt um den fünften Platz. In der zehnten Runde attackierte er zwischen Stavelot und Francorchamps Salt, dabei berührten sich die beiden Fahrer, wodurch Whitworth schwer stürzte. Der Brite wurde ins Krankenhaus nach Malmedy gebracht, wo ein Schädelbruch diagnostiziert wurde.
Am folgenden Tag, dem 3. Juli 1950, erlag David Whitworth im Alter von 46 Jahren seinen schweren Verletzungen. Gemäß seinem Wunsch, im Falle eines tödlichen Unfalls in der Nähe des Unfallortes begraben zu werden, wurde er auf dem Cimetière de Spa beigesetzt.

## Statistik

### Rennsiege
| Jahr | Klasse  | Maschine  | Rennen                      | Strecke       |
| ---- | ------- | --------- | --------------------------- | ------------- |
| 1949 | 350 cm³ | Velocette | Großer Preis von Frankreich | Saint-Gaudens |

### In der Motorrad-Weltmeisterschaft
| Saison | Klasse  | Motorrad  | Rennen | Siege | Podien | Punkte | Ergebnis |
| ------ | ------- | --------- | ------ | ----- | ------ | ------ | -------- |
| 1949   | 350 cm³ | Velocette | 2      | –     | –      | 12     | 6.       |
| 1950   | 350 cm³ | Velocette | 1      | –     | –      | –      | –        |
| 1950   | 500 cm³ | Triumph   | 1      | –     | –      | –      | –        |
| Gesamt | Gesamt  | Gesamt    | 4      | –     | –      | 12     |          |